# 克拉拉·休斯

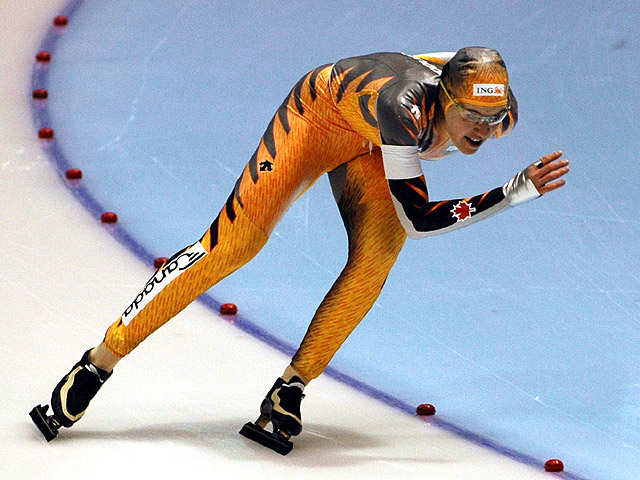
克拉拉·休斯在2007年世界錦標賽

克拉拉·休斯（英語：Clara Hughes，1972年9月27日—），加拿大女子速滑和自行车运动员。她在1996年夏季奧運會中獲得兩面銅牌，再於另外三屆冬季奥运会中合共贏得一金一銀兩銅，是世界上唯一一位同时在夏季奥运会和冬季奥运会上同时夺得多枚奖牌的运动员，也是加拿大唯一一位在冬夏兩項奧運會中贏取獎牌的運動員。
她在2010年冬季奧運會的開幕儀式上擔任加拿大代表團的持旗手，並於該屆冬奧的女子5000米短道速滑項目中獲得銅牌；該場賽事也是她最後一次參加奧運速度滑冰比賽。